# Orgellandschaft Hessen

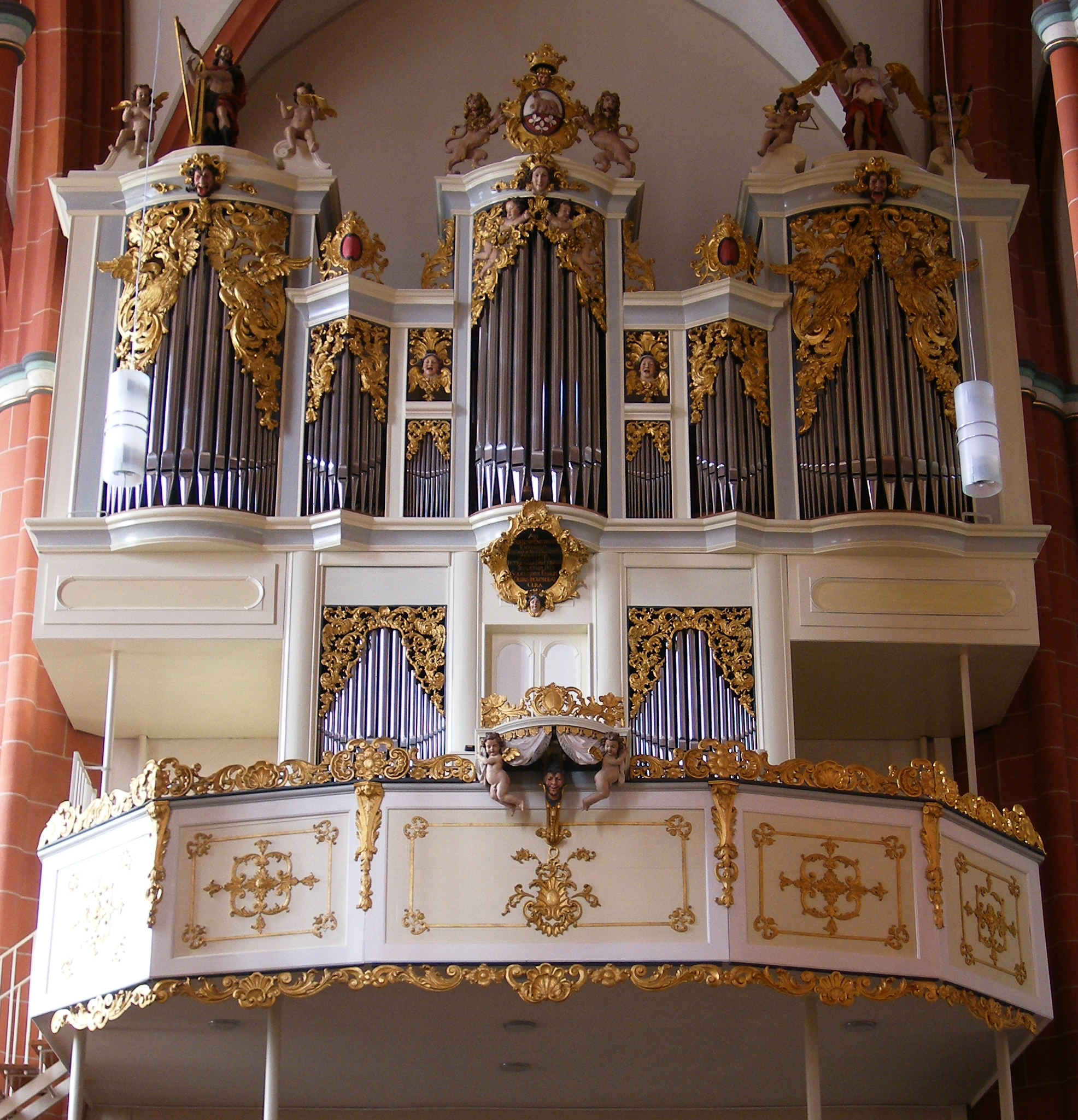
Orgel der Homberger Stadtkirche St. Marien von Johann Friedrich Schäffer (1732–1735) mit dem reich verzierten Prospekt von Josef Dietrich Göhring im Régencestil

Die Orgellandschaft Hessen weist einen Orgelbestand aus vier Jahrhunderten mit einigen bedeutenden Werken auf. Der Begriff Orgellandschaft allein nimmt Bezug auf die historisch bedingten regionalen Eigenheiten der Orgeln. Die Anfänge der Orgellandschaft Hessen reichen ins 13. Jahrhundert zurück. Seine Blütezeit erlebte der hessische Orgelbau im 18. Jahrhundert. Im 20. Jahrhundert ging er in der allgemeinen Entwicklung des deutschen Orgelbaus auf. Er war vielfältigen Einflüssen ausgesetzt und ist aufs Ganze gesehen wenig einheitlich geprägt. Dies ist vor allem auf die verschiedenen hessischen Herrschaften und die wechselnden Grenzverläufe in der Geschichte Hessens zurückzuführen. Die kulturelle Konkurrenz zwischen den Landgrafschaften führte zu einer Öffnung gegenüber Einflüssen aus den benachbarten Orgelregionen in Thüringen, Franken, dem Rheinland, der Pfalz und Westfalen. Andererseits entstanden zahlreiche lokale Werkstätten mit teils langer Familientradition.

## Geschichte des Orgelbaus

### Bis zur Spätgotik

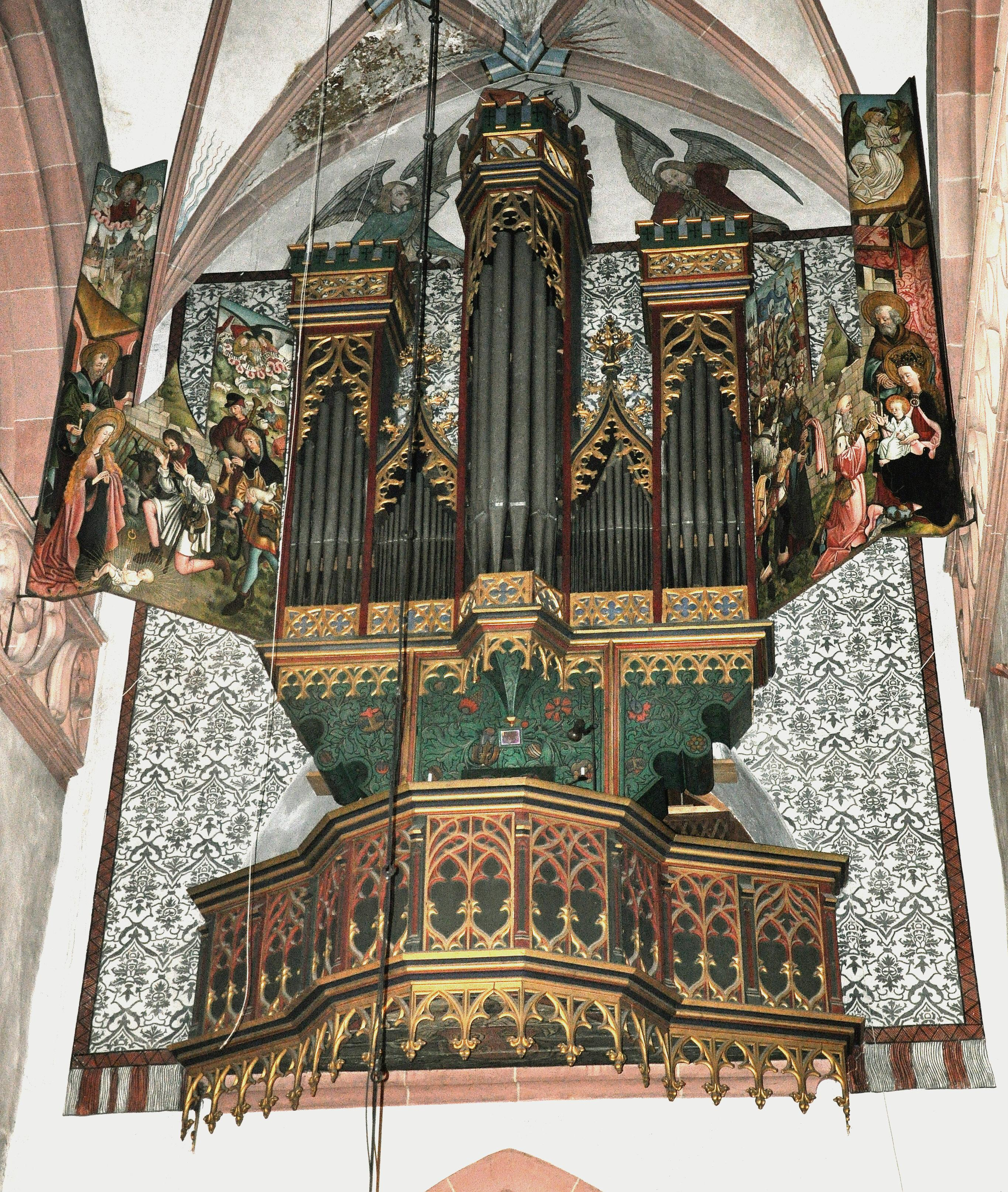
Orgel in Kiedrich (Prospekt um 1500) in gotisch-neugotischer Gestalt

Die erste bezeugte Orgel des Abendlands war eine Hydraulis, die der oströmische Kaiser Konstantin V. im Jahr 757 Pippin am Mittelrhein als Diplomatengeschenk vermachte. Ab dem 9. Jahrhundert finden sich in einigen wenigen Klöstern Kirchenorgeln, ab dem 13. Jahrhundert vor allem in Kathedralen und Domen, ab dem 14./15. Jahrhundert sind sie über ganz Deutschland verbreitet. Über Jahrhunderte lag das Zentrum des europäischen Orgelbaus jedoch am Mittelrhein. Dank der günstigen Verkehrslage kam es im Taunus und Westerwald zu einer regen Orgelbautätigkeit. Von dort wurden die Regionen im Innenland mit Instrumenten versorgt und auch technische Neuerungen eingeführt. In Wetzlar ist im Jahr 1279 die erste Orgel bezeugt, im Kloster Arnstein und in Dietkirchen Ende des 13. Jahrhunderts, in Limburg 1331. Für den Frankfurter Dom (Bartholomäusstift) ist 1313 erstmals eine Orgel belegt, dessen genaue Erbauungszeit nicht bekannt ist. Im Jahr 1340 wurde dort bereits eine neue Orgel errichtet. Daniel von Hünhoff aus Hadamar ist im Jahr 1471 als erster regionaler Orgelbauer greifbar. In der zweiten Hälfte des 15. Jahrhunderts wirkte Leonhard Mertz ausgehend von Frankfurt am Main weit über Deutschland hinaus bis nach Barcelona. Er schuf zum Teil Großorgeln mit drei Teilwerken und einem 32-Fuß im Prospekt. Die Tätigkeit weiterer Frankfurter Orgelbauer wie Diedrich Krafft (1414–1436), Levinus Sweys (1440) und Günter Golt (1446–1475) bezeugt, dass Frankfurt seit spätgotischer Zeit ein europäisches Zentrum des Orgelbaus war. In Fulda hatte der Priester und Organist Laurentius Daum (um 1495–1543) seine Werkstatt und wirkte auch in Sachsen, Thüringen und Nassau. Um 1540 wandte Daum sich dem protestantischen Glauben zu und gründete eine Familie. Für die Fuldaer Stiftskirche (Dom) schuf er von 1535 bis 1537, für die Abteikirche des Klosters Schlüchtern von 1535 bis 1543 und von 1543 bis 1547 für die Stadtkirche Schlüchtern neue Orgeln, die alle spätestens in der Barockzeit verloren gingen.
Die Kiedricher Orgel ist die älteste Orgel in Hessen, die noch spielbar ist. In ihren ältesten Teilen geht sie auf spätgotische Zeit zurück. Ein unbekannter Meister errichtete um 1500 ein Instrument, das im Laufe der Jahrhunderte mehrfach umgebaut wurde. Hinter dem Orgelprospekt mit Flügeltüren befinden sich Reste eines Werkes von Johannes Wendel Kirchner aus dem Jahr 1653, das im 18. Jahrhundert eine weitere barocke Umgestaltung erfuhr. Geldmangel war die Ursache, dass das Instrument anschließend lange Zeit vor Modernisierungen und einem Austausch verschont blieb. Eine erste Restaurierung wurde von 1858 bis 1860 auf Veranlassung und durch die Finanzierung des englischen Baronets John Sutton durchgeführt. In diesem Zuge wurde der Prospekt entbarockisiert und im gotisch-neugotischen Stil gestaltet. Orgelbau Kuhn führte das Werk 1985–1987 auf den Zustand von 1860 zurück.

### Renaissance und Frühbarock

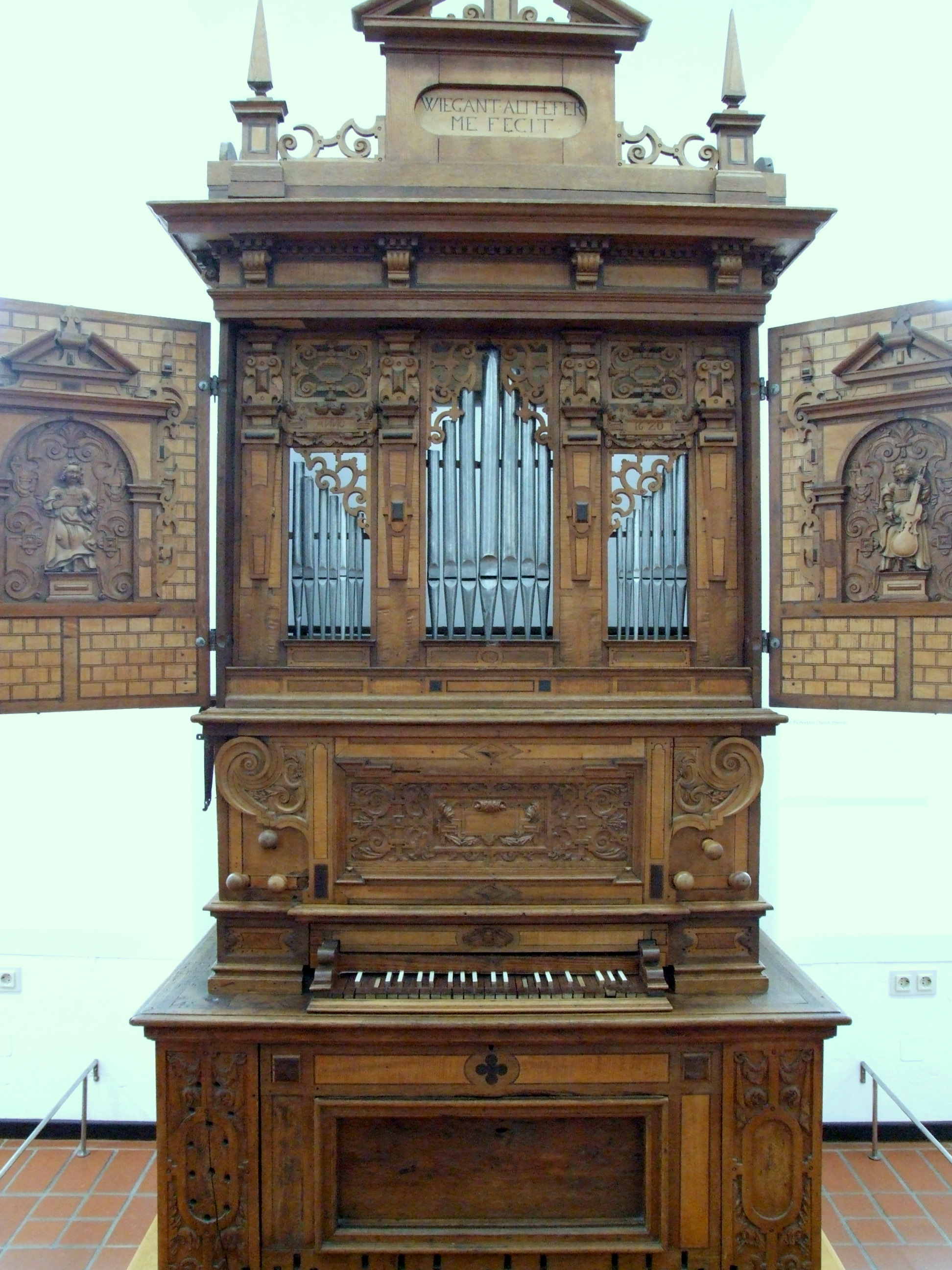
Die Wagner-Orgel (vor 1600) in der Marburger Schlosskirche wartet auf eine Rekonstruktion.

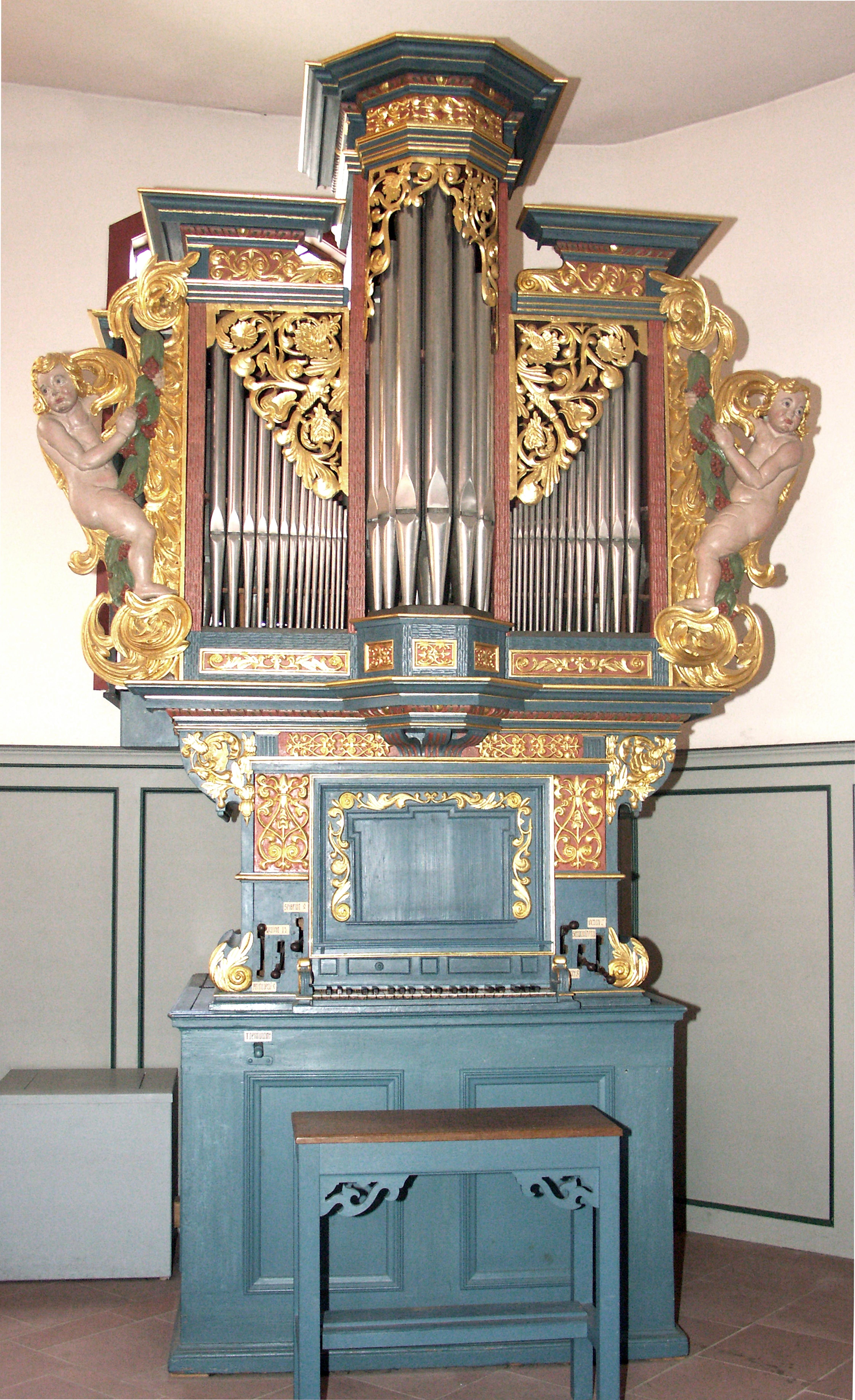
Knauth-Orgel in Worfelden (1623) mit reichem Schnitzwerk und den flankierenden Engeln (1681), deren linker einen nachträglich ergänzten Pfeifenkasten verdeckt

Der führende hessische Orgelbauer des 17. Jahrhunderts war Georg Wagner aus Lich. Wagner begründete eine Orgelbauerfamilie, der bis zum Tod von Georg Henrich Wagner im Jahr 1688 eine reiche Neubau- und Reparaturtätigkeit in Hessen nachgewiesen ist. Georg Wagner wird auch der Bau der berühmten Marburger Schloss-Orgel („Althefer-Positiv“) zugeschrieben, die zwischen 1590 und 1600 wahrscheinlich für die Landvögte Rudolph Wilhelm Rau von Holzhausen und seinen Schwiegersohn Johann von Bodenhausen aus Amönau auf höchstem handwerklichen Niveau angefertigt wurde. Nach dem Tod der Besitzer gelangte die Kleinorgel 1620 in die Stiftskirche Wetter und wurde 1776 nach Friedlos verkauft. Nach einem unsachgemäßen Erweiterungsumbau im 18. Jahrhundert verschlechterte sich der Zustand des Instruments zunehmend. Als die Orgel schließlich unspielbar geworden war, wurde sie 1882 dem Hessischen Geschichtsverein geschenkt. Dieser veranlasste die Überführung ins Marburger Schloss, wo sie ihren heutigen Standort fand. Das Instrument verfügte ursprünglich über sechs Register, die noch teilweise original erhalten sind. Gegenwärtig sind die Eigentumsverhältnisse ungeklärt, sodass eine Rekonstruktion dieser Renaissance-Orgel ausgesetzt wurde (Stand: Mai 2011). Die Wagner-Prospekte in der Butzbacher Markuskirche (1614) und in der Marienstiftskirche Lich (1624) gehören zu den ältesten in Hessen. Beide Orgeln besitzen ein Rückpositiv, sind mit geschnitztem Schleierwerk reich verziert und haben in den zweigeschossigen Flachfeldern zwischen den Pfeifentürmen des Hauptwerks einen Spiegelprinzipal (in Butzbach mit Originalpfeifen). Vermutlich geht auch das Werk in Rodenbach, das von 1621 datiert, auf Wagner zurück; noch vier Register stammen aus dem 17. Jahrhundert.
Durchreisende Orgelbauer prägten Hessen im 17. Jahrhundert und der Brabanter Orgelbau dominierte in der Renaissance Deutschland weitgehend. Familie Graurock (Grorockh) aus Emmerich ließ sich in Frankfurt nieder und führte mit Werken in der Barfüßerkirche, in Darmstadt (1599) und Schotten (1614) die niederländisch-brabantische Orgelbaukunst in Hessen ein. Der Hamburger Meister Hans Scherer der Jüngere führte wie die Graurocks die Tradition von Hendrik Niehoff aus ’s-Hertogenbosch fort und prägte Kassel durch drei Orgelneubauten, die überregionale Bekanntheit erlangten, aber alle verloren gingen.
Während des Dreißigjährigen Kriegs wurden nur vereinzelt Orgeln gebaut. Zu den wenigen Instrumenten aus dieser Zeit gehört die Worfelder Orgel, die im Laufe ihrer Geschichte an verschiedenen Standorten aufgestellt war. Adam Knauth aus Bamberg schuf im Jahr 1623/1624 für die Darmstädter Schlosskirche ein kleines Instrument ohne Pedal mit sechs Registern, das 1709 nach Zwingenberg gelangte und sich seit 1831 in Worfelden befindet. Das bedeutende Werk aus dem Übergang von der Spätrenaissance zum Frühbarock ist ohne bauliche Veränderungen geblieben und damit eine der ältesten Orgeln Deutschlands. Die Orgel zeichnet sich durch die kurze Oktave, die mitteltönige Stimmung und den 1681 geschickt angebauten Engelkasten mit einer kleinen Zusatzwindlade für die ergänzten Basstöne Fis und Gis aus. Im Jahr 1648 ließ sich Jakob Knauff aus Rieneck in Hanau nieder und baute in Weilburg (1653) und Wetzlar (1654) Instrumente. Adam Öhninger aus Lohr am Main schuf 1686 die Orgel in der Stadtkirche Limburg. Von Jost Friedrich Schäffer aus Langensalza, der den thüringischen Orgelbau nach Hessen importierte, stammt die Orgel in St. Dionys in Eschwege (1677–1679). Von beiden Werken ist nur noch das Gehäuse original.

### Barock bis Klassizismus
Im 18. Jahrhundert erlebte die hessische Orgelkultur eine Blütezeit, in der ansonsten schlicht gehaltene reformierte Kirchen Orgeln mit repräsentativen Prospekten und großzügigen Dispositionen erhielten. Allerdings blieben in den ärmeren Regionen kleine Orgeln mit einem Manual und einem kleinen Registerbestand auf Vier-Fuß-Prinzipal-Basis die Regel. Im Gegensatz zum norddeutschen Orgelbau fand in Hessen ein Rückpositiv nur ausnahmsweise Verwendung. Das jüngste Beispiel findet sich in der St.-Marien-Kirche in Bad Sooden-Allendorf (1756). Ab der Mitte des 18. Jahrhunderts wurden in mittelrheinischer Tradition Unter- oder Echowerke die Regel, was eine Seitenspieligkeit nach sich zog. Das Pedal war meist selbstständig und nicht nur angehängt. Wie im norddeutschen Orgelbau wurde es in eigenen, symmetrischen Pedaltürmen und ab der Mitte des 18. Jahrhunderts zunehmend in flachen und teils recht breiten Pedalflügeln untergebracht, was auf südlichen Einfluss zurückzuführen ist. Eigentümlich breit sind die Pedalflügel in der Liebfrauenkirche Witzenhausen, deren lange Schräggesimse weit in das Tonnengewölbe hineinragen. Die Pedaltürme in Nordhessen weisen im Allgemeinen geschwungene Gesimse (mit „Harfenfeldern“) auf, die weiter südlich bei allen Pfeifentürmen die Regel sind. Infolge der unterschiedlichen kulturellen Prägung der Orgellandschaft ist die Prospektgestaltung insgesamt wenig einheitlich. Bei kleinen Instrumenten fand der fünfteilige Prospekt des „mitteldeutschen Normaltyps“ mit einem hohen Rundturm in der Mitte, zwei seitlichen Spitztürmen und dazwischen niedrigeren eingeschossigen Flachfeldern im Barock seine klassische Gestalt.

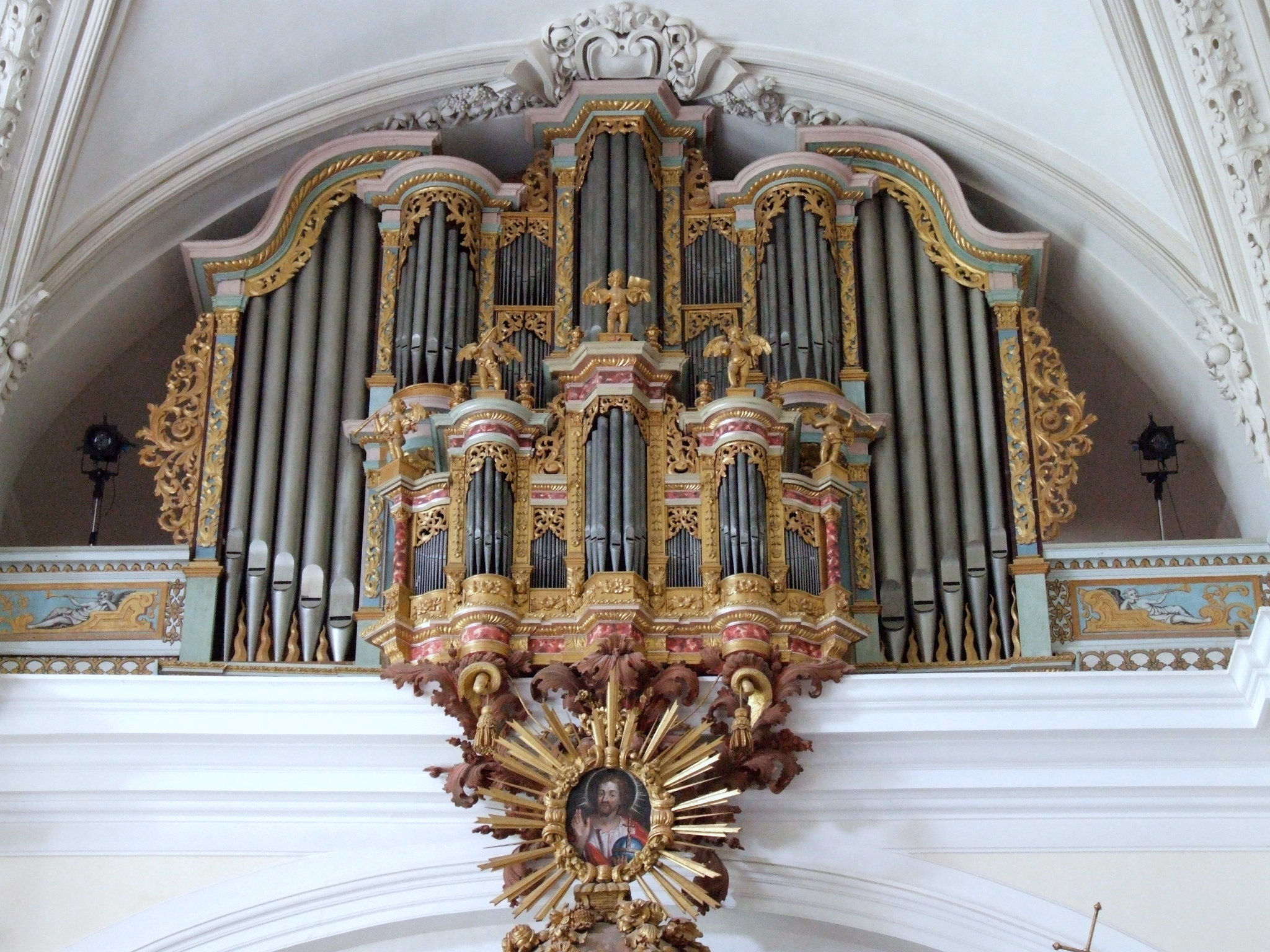
Von der Dahm-Orgel in der Weilburger Schlosskirche (1710) ist nur noch der Prospekt erhalten; das Pedalwerk steht hinter den seitlichen Harfenfeldern.

Durch Johann Jakob Dahm, der 1698 das Bürgerrecht in Mainz erhielt, gelangten fränkische Einflüsse in die hessische Orgellandschaft. Von ihm ist noch der Prospekt in der Weilburger Schlosskirche (1710) zu sehen. Sein Werk in Flörsheim (1709), ursprünglich für das Frankfurter Karmeliterkloster gebaut, wurde im Laufe der Zeit mehrfach umgearbeitet, verfügt aber noch über einige originale Register. In Dietkirchen/St. Lubentius (1711) steht ein neues Werk hinter dem Dahm-Prospekt, während seine berühmte Orgel in Kloster Eberbach ganz verloren ging. Der kurpfälzische Hoforgelbauer Johann Friedrich Ernst Müller baute 1740 in Güttersbach eine Orgel mit neun Registern, die keine eingreifenden Modernisierungen erlebt hat.
Johann Christian Rindt stammte aus Hatzfeld und arbeitete in Schönstadt als Organist, Schulmeister und Orgelbauer. Er verfertigte einige einmanualige Werke ohne selbstständiges Pedal. In der Emmauskapelle in Hatzfeld befindet sich ein kleines Werk aus dem Jahr 1706, das Rindt ursprünglich für die Stadtkirche seiner Geburtsstadt baute. Die erhaltenen Prospekte sind mit reichem Schnitzwerk versehen, insbesondere das seitliche Schleierwerk (die sogenannten „Orgelohren“) und das Gehäuse mit Motiven prächtig bemalt. In Caldern und Hatzfeld sind die Mittelpfeifen der Pfeifenfelder ziseliert, was für Hessen untypisch und auf brabantischen Einfluss zurückzuführen ist, und in Caldern mit Goldmasken versehen.
Johann Adam Gundermann (* 1678 in Wommen; † 1711) war ein Meisterschüler Arp Schnitgers und starb bereits im Alter von 33 Jahren, kurz nach Vollendung seiner zweimanualigen Orgel in Sontra/St. Marien. Hinter dem Hamburger Prospekt wurden die Register später ersetzt und die Disposition erweitert. Stärker war insbesondere in der Landgrafschaft Hessen-Kassel der Einfluss aus Thüringen. Johann Eberhard Dauphin siedelte 1715 ins osthessische Iba über, wo er eine kleine Orgel auf Acht-Fuß-Prinzipal-Basis schuf, die teilweise erhalten geblieben ist. Insgesamt gehen etwa zehn Dorforgeln in Hessen auf ihn zurück. Er starb 1731 in Hoheneiche, nachdem er die dortige Orgel fertiggestellt hatte. Seine Söhne Johann Christian und Johann Georg Dauphin führten den väterlichen Betrieb fort. Von 1758 bis 1760 verfertigte Johann Christian die Orgel in Spachbrücken. Die Brüder schufen das weitgehend erhaltene Werk in der Evangelischen Kirche Sandbach (1787).
Johann Nikolaus Schäfer aus Babenhausen ließ sich im Jahr 1705 in Hanau nieder und war einer der angesehensten hessischen Orgelbauer im 18. Jahrhundert. Seine Orgeln zeichnen sich durch breite Prospekte und eigenwillige Dispositionen aus. So verfügte sein Werk in der Marburger Marienkirche (28 Stimmen auf zwei Manualen und Pedal) über vier Acht-Fuß-Labial-Register; im Pedal waren vier von sieben Registern 16-füßig; Oberwerk und Brustwerk besaßen eine sechsfache Mixtur. Außer den prachtvollen Prospekten sind heute nur noch einzelne Register original. Die Prospektgestaltung im Régencestil in der Homberger Stadtkirche St. Marien ist ungewöhnlich für den Bereich Hessen-Kassel und weist auf Johann Friedrich Schäffer aus Witzenhausen statt auf Johann Nikolaus Schäfer als Erbauer hin. Die Orgel der Oberweimarer Martinskirche datiert von 1747 und geht auf Johann Christian Köhler zurück, der aus Groß Rosenburg in Sachsen-Anhalt stammte. Im Jahr 1753 leistete er den Frankfurter Bürgereid und betrieb dort fortan eine Werkstatt. Von Köhler sind noch ein halbes Dutzend Orgeln und etliche Prospekte erhalten.
In vier Generationen bauten die Familien Grieb und Dreuth ausgehend von Griedel etwa 30 einmanualige Orgeln, die mit ihren trapezförmigen Mitteltürmen und der regelmäßig eingesetzten Superoktave 1′ charakteristische Werke im Gebiet der Grafschaften Solms und Riedesel schufen. Weiter südlich prägte die Orgelbauerfamilie Zinck mit etwa zwei Dutzend neuen Orgeln die Wetterau und das Hanauer Gebiet. Johann Friedrich Syer heiratete in die Familie ein und hinterließ stilistisch einheitliche Orgeln.
Johann Conrad Wegmann kam aus der Schweiz und war ab 1732 Hoforgelbauer in Darmstadt. 1736 beauftragte ihn der Rat der Stadt Frankfurt mit dem Bau einer Orgel mit 41 Registern für die Barfüßerkirche. Sein Sohn Philipp Ernst und sein Enkel Johann Benedikt Ernst Wegmann wirkten als Orgelbauer in Frankfurt. Philipp Ernst Wegmann wurde Stiefsohn und Werkstattnachfolger von Köhler, dessen eigener Sohn, der als Nachfolger vorgesehen war, früh starb. In Bobenhausen sind die meisten Register der Rokoko-Orgel von Wegmann (1776–1780) erhalten. Eine Besonderheit stellt das Gedackt 4′ (Duiflauthe) mit seiner doppelten Labiierung dar. Nach verschiedenen Umbauten sind noch der historische Prospekt und einige Wegmann-Register von 1781 in Nieder-Erlenbach erhalten.

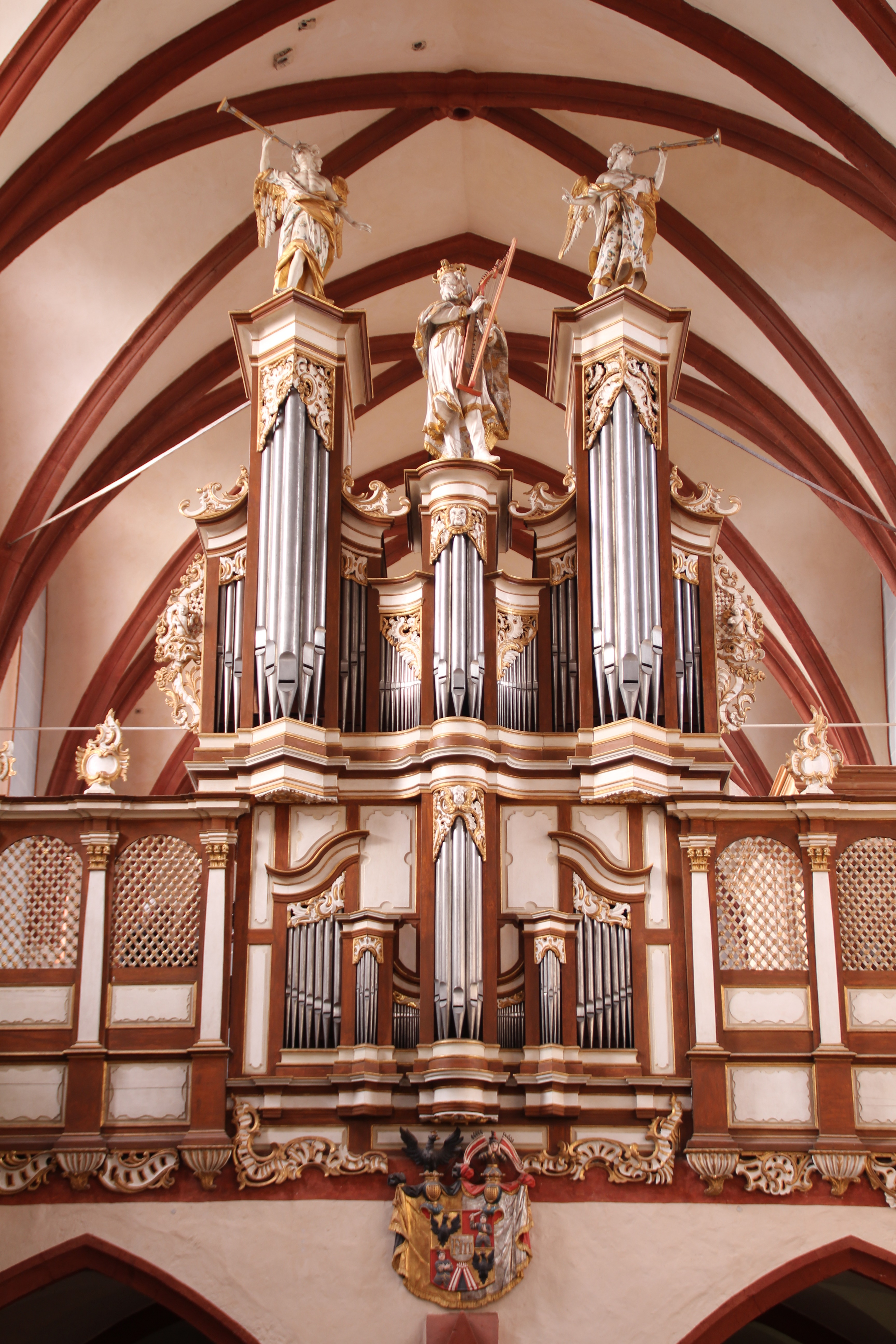
Schöler-Orgel des Klosters Altenberg (1757) mit dem Unterwerk in der Emporenbrüstung

Johann Wilhelm Schöler aus Bad Ems lieferte auch einige Werke ins Gebiet des heutigen Hessens und vermittelte auf diese Weise die mittelrheinische Bauweise. Original erhalten ist die Schöler-Orgel im ehemaligen Kloster Altenberg bei Wetzlar aus dem Jahr 1757/58. Die seitenspielige Denkmalorgel zeichnet sich durch sanfte und kammermusikalische Register aus, da sie im Nonnenkloster keine große Gemeinde zu begleiten hatte. Im selben Jahr entstand Schölers Werk in Egenroth. Charakteristisch für seine rheinländische Bauweise ist, dass bei größeren Orgeln Haupt- und Unterwerk in der Emporenbrüstung übereinander stehen und sich kleine Pfeifenfelder an die Haupttürme anschmiegen (wie auch in Gladenbach, 1789–1795). Schölers Werk in Büttelborn (1788) erfuhr 1967 einen Erweiterungsumbau durch Gebr. Oberlinger Orgelbau, bis 1975 die originale Disposition wiederhergestellt wurde. In Nordhessen wirkten verschiedene westfälische Orgelbauer wie Johann Jacob John (Einbeck), Andreas Schneider (Höxter) und Peter Henrich Varenholt (Bielefeld) sowie nordhessische Orgelbauer mit westfälischem Einfluss wie Daniel Mütze und die Brüder Andreas und Bernhard Reinecke. Typisch für den westfälischen Stil sind die zahlreichen kleinen Pfeifenfelder, die ausgehend vom großen Pfeifenturm in der Mitte nach außen immer weiter abgestuft sind. Die weit bekannte Orgelbauerdynastie Stumm aus dem Hunsrück lieferte auch rechtsrheinisch aus und schuf in Bad Camberg (1779–1784) und Hasselbach (1788) Orgelwerke, die den alten Registerbestand teilweise, in Bärstadt (1769–1771) sogar vollständig aufweisen.
In Gottsbüren entstand vom 17. bis 19. Jahrhundert ein Orgelbauzentrum, das in Joachim Kohlen (1598–1676) seinen ersten nachweisbaren Stammvater fand. Bedeutender Vertreter der Dynastie war Johann Stephan Heeren (1729–1804), der von Landgraf Friedrich II. zum privilegierten Hoforgelbauer ernannt wurde. 1774 wurde er beauftragt, die Orgel in der Hof- und Elisabethkirche in Kassel zu bauen. Kennzeichnend für Heerens Bauweise ist, dass die kleineren Spitztürme den größeren Mittelturm unmittelbar flankieren. So finden sich beispielsweise in der Zierenberger Stadtkirche (1756/57) statt der sonst üblichen mittleren Flachfelder kleine seitliche Pfeifenfelder, die zu den Pedaltürmen überleiten. Durch Heerens Schwiegersohn Johann Friedrich Euler (1759–1795) erfolgte eine weitere Umbenennung des Unternehmens. Nach dessen Tod heiratete Johann Dietrich Kuhlmann die Witwe und übernahm 1804 die Werkstatt. Nachfahren von Euler führten den Familienbetrieb fort, der in Hofgeismar bis ins 20. Jahrhundert bestand und mit zwölf Generationen als das älteste Orgelbau-Unternehmen Deutschlands gilt.
Johann Andreas Heinemann gilt als bedeutendster oberhessischer Orgelbauer in der zweiten Hälfte des 18. Jahrhunderts. Er stammte aus Jena und erlernte den Orgelbau bei den Thüringer Orgelbaumeistern Johann Casper Beck und Johann Michael Wagner, die von 1747 bis 1751 die Orgel der Laubacher Stadtkirche schufen. Nach Fertigstellung der Orgel ließ Heinemann sich in Laubach und ab 1765 in Gießen nieder. Am 24. Januar 1766 wurde er zum Hessen-Darmstädtischen Orgelmacher privilegiert. In Hessen-Kassel erhielt der Meister nur wenige Aufträge, da die einheimischen Orgelbauer energisch gegen den Hessen-Darmstädter Protest einlegten, den sie als „Ausländer“ bezeichneten. Im Stil des Rokoko stammen von ihm die weitgehend original erhaltenen Orgeln in Nieder-Gemünden (1760) und in Breidenbach (1769). In der Stiftskirche zu Wetter (1763–1766) steht sein einziges erhaltenes zweimanualiges Werk, während in Kirchberg (1777) nur noch der Prospekt zu sehen ist. Neben ihm war in der zweiten Hälfte des 18. Jahrhunderts Johannes Schlottmann (1726–1795) in Osthessen tätig. Nach mehreren Klagen über seine Säumigkeit wurde 1775 ein Konkursverfahren gegen Schlottmann eröffnet und seine Friedewalder Werkstatt versteigert. 1783 siedelte die Familie nach Spangenberg über. Nach weiteren Orgelprojekten kam es erneut zu Vorwürfen, die 1788 zu einer fünfwöchigen Festnahme und weiteren vier Wochen Gefängnisstrafe führten. 1789 erteilte das Konsistorium Marburg ein Arbeitsverbot und verwies ihn des Landes. Die letzten Jahre verdingte Schlottmann sich hauptsächlich mit Reparaturdiensten in Hessen-Darmstadt. Neben seiner reich verzierten Rokoko-Orgel in Kloster Spieskappel (1769–1771) sind noch etliche Prospekte erhalten, so in Ottrau (1754–1757), Willingshausen (1764), Niederasphe (1775–1781) und Angersbach (1785–1788).

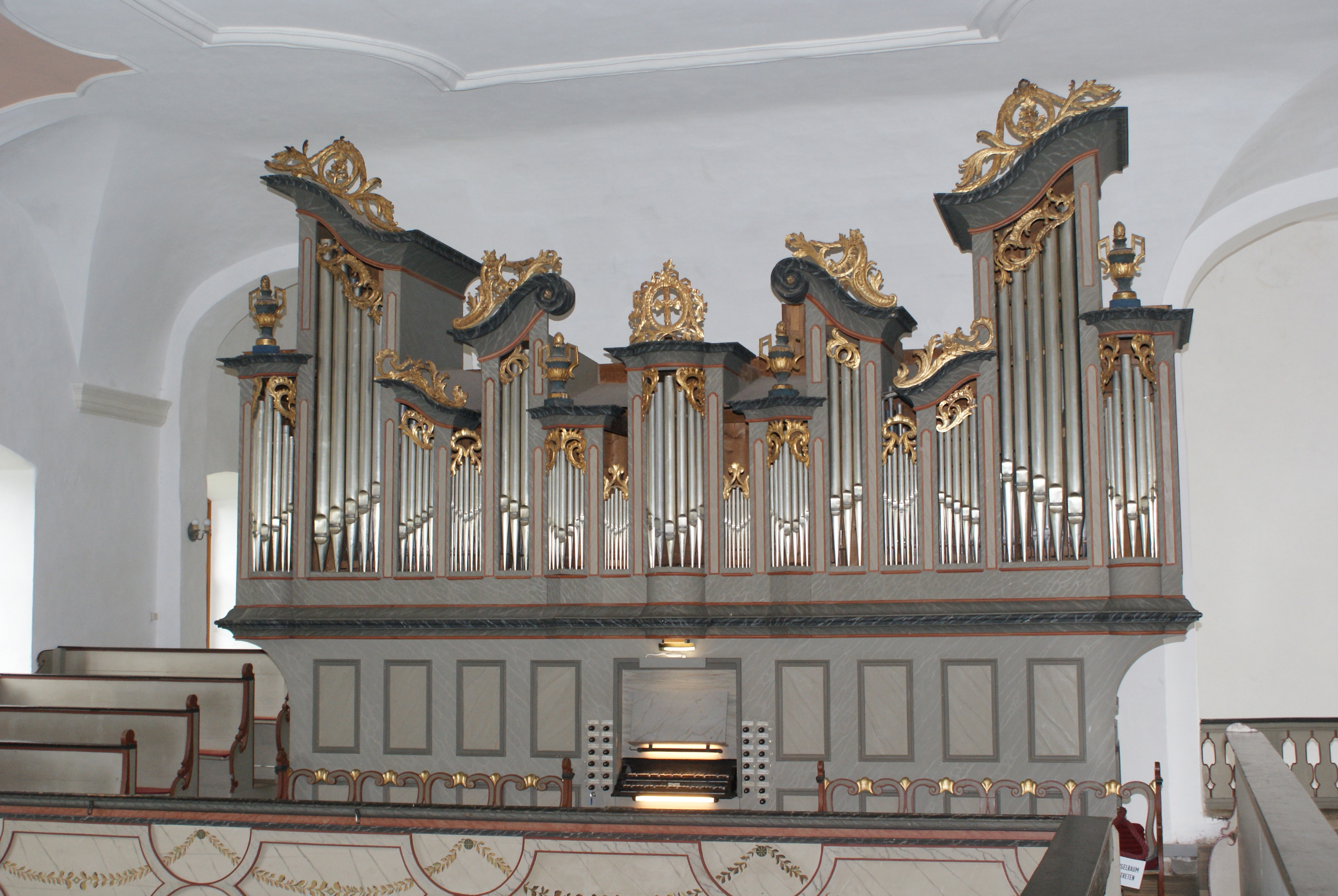
Oestreich-Orgel in Nieder-Moos (1790/91) mit dem sehr breiten, 15-teiligen Prospekt

Aus der Zeit des Klassizismus ist die zweimanualige Orgel der Evangelischen Kirche Nieder-Moos vollständig original erhalten, die Johann-Markus Oestreich im Jahr 1791 mit einem ungewöhnlich breiten, 15-achsigen Prospekt erbaute. Die Verzierungen reichen vom ausgehenden Rokoko bis zum Zopfstil. Wegen der großen Ähnlichkeit mit der Wegmann-Orgel in der Stadtkirche Lauterbach (1767), die als Vorbild diente, wurde auch hier Oestreich als Erbauer vermutet. Oestreich wirkte in Oberbimbach und entstammte einer Orgelbausippe, die in fünf Generationen die hessische Orgellandschaft prägte. Etliche seiner Prospekte sind noch erhalten. Vom Homburger Orgelbaumeister Johann Conrad Bürgy, der aus Schaffhausen zureiste, sind nur noch drei klassizistische Instrumente erhalten geblieben: Die Orgel in Wehrheim entstand 1783, die in Rohrbach 1789. Das repräsentative Werk in der Schlosskirche von Bad Homburg (1782–1787) verfügt über ein Echowerk. Das Gehäuse ist original, während das Pfeifenwerk rekonstruiert wurde.

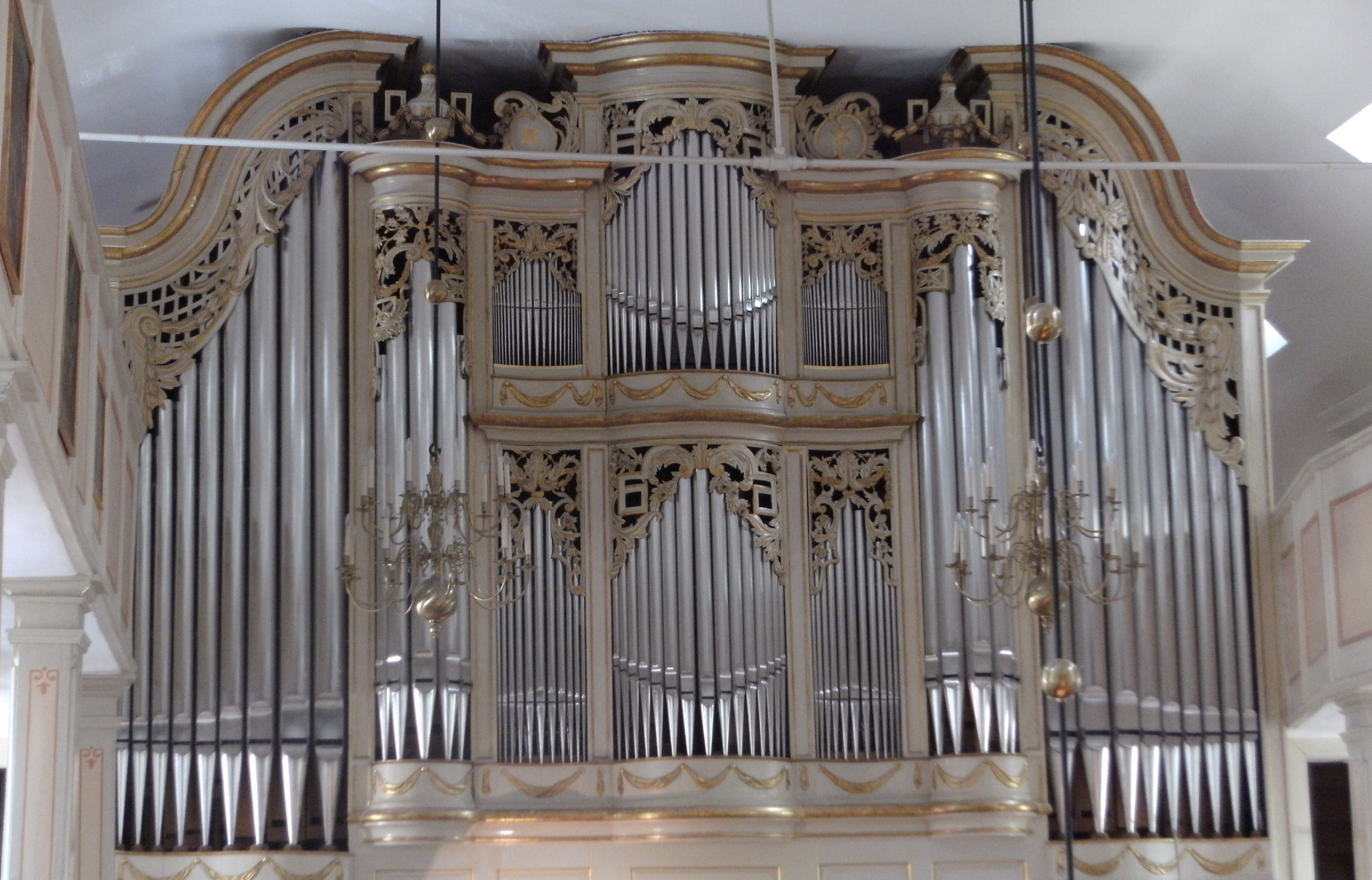
Bürgy-Orgel, Schlosskirche Bad Homburg

Ebenfalls klassizistisch präsentiert sich die Orgel in Bleichenbach, die Bürgys Söhne im Jahr 1803 errichteten. Hier sind die meisten Register noch erhalten, während die Traktur gegen Ende des 19. Jahrhunderts erneuert wurde.

### Romantik

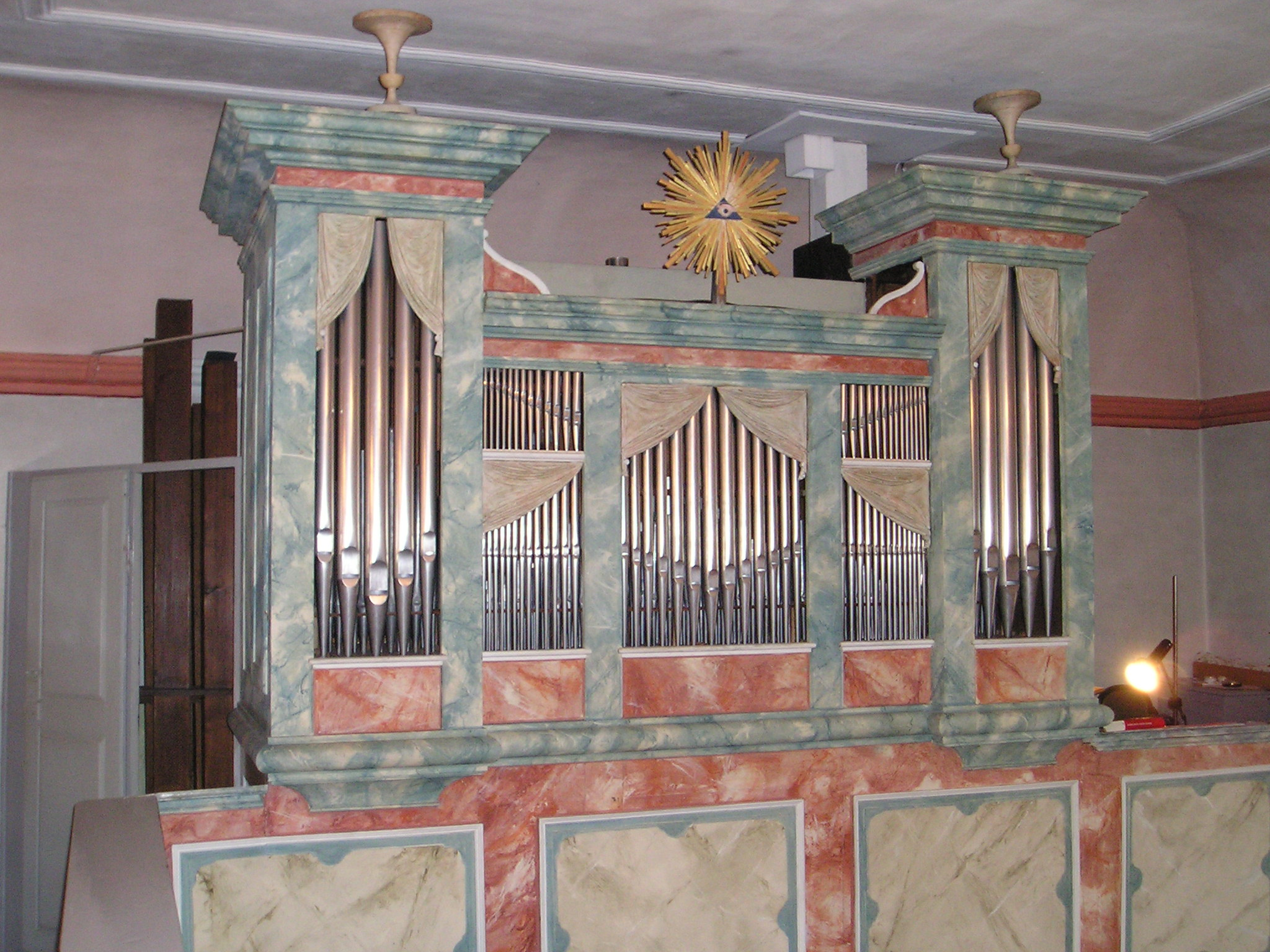
Raßmann-Orgel in Hennethal (1828) mit flachem Prospekt

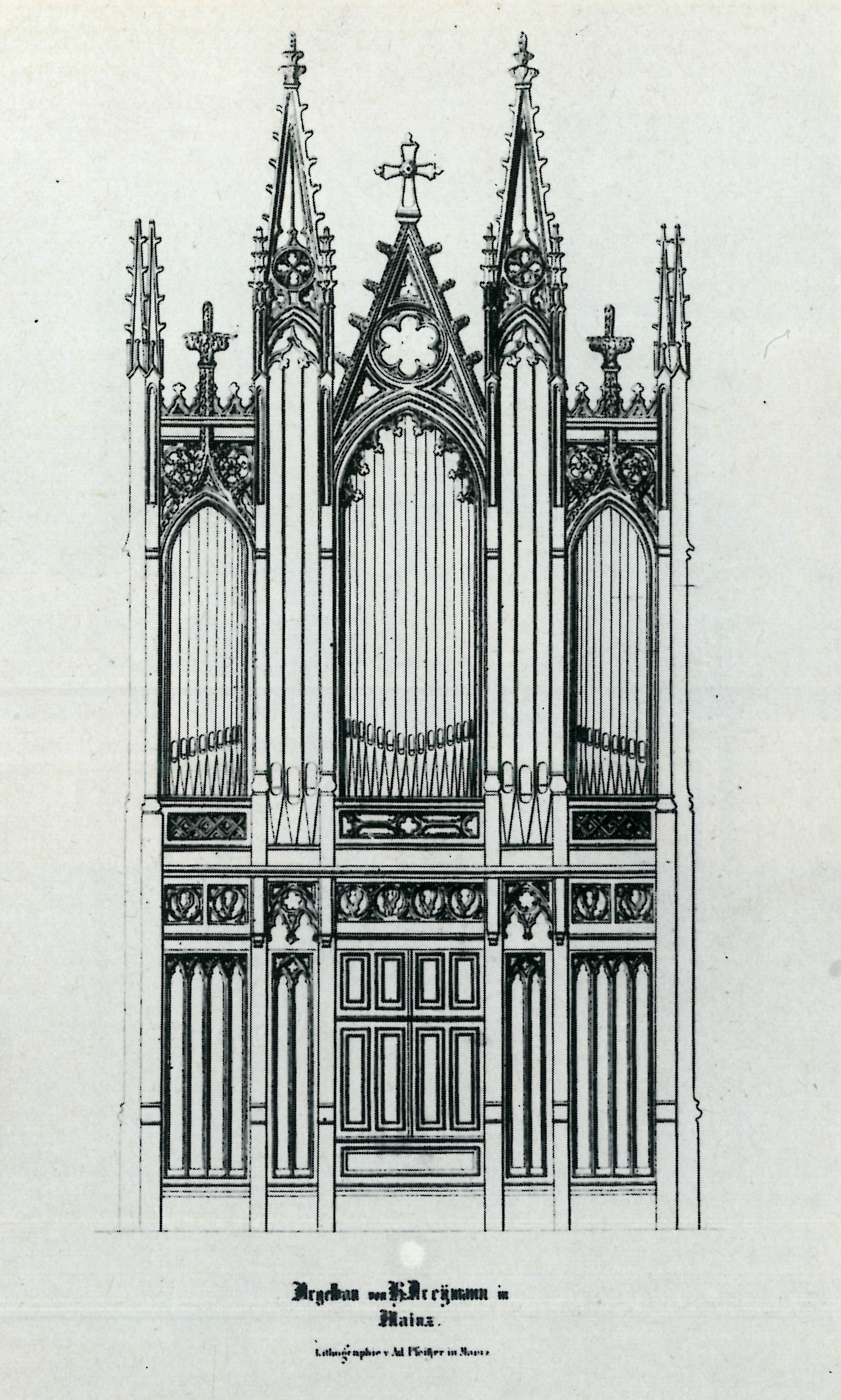
Lithographierter neugotischer Prospektentwurf (um 1858) von Hermann Dreymann

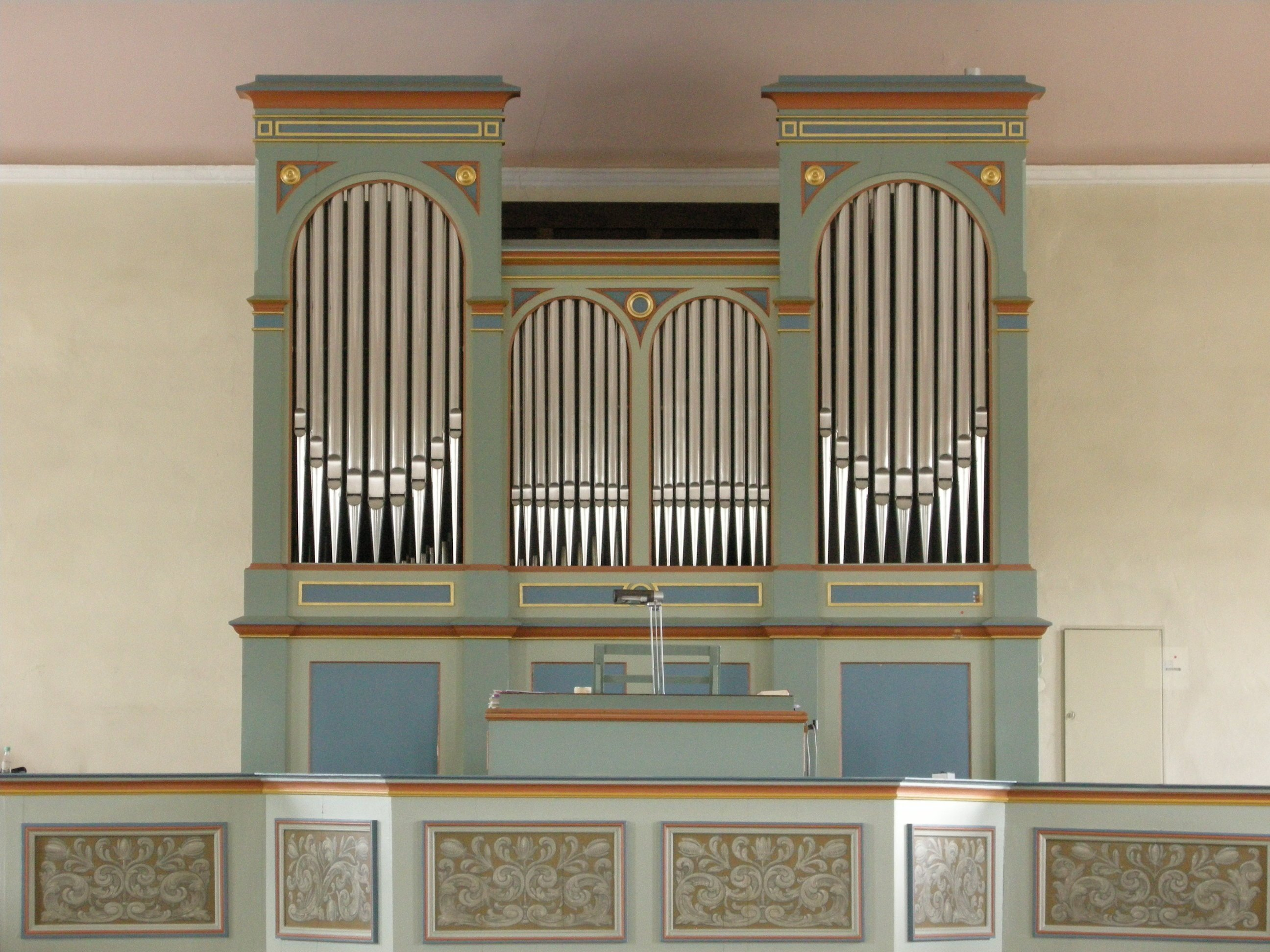
Die romantisch konzipierte Voigt-Orgel (1890) stand ursprünglich in Wiesbaden und wurde bereits 1899 nach Wehen überführt.

Auch im 19. Jahrhundert prägten verschiedene Orgelbauer aus den angrenzenden Regionen die hessische Orgellandschaft. Diese Entwicklung wurde durch die Abschaffung der Binnenzölle und die dadurch bedingte Ausweitung der Absatzgebiete begünstigt. Die Vereinigung kleiner Länder zu Hessen-Nassau im Jahr 1868 förderte die wirtschaftliche Lage und führte dazu, dass Orgelbauer und Orgelsachverständige überkonfessionell tätig wurden. Neben konservativen Orgelbauern, die sich noch lange an der traditionellen Bauweise orientierten, hielten in der zweiten Jahrhunderthälfte eingreifende technische Neuerungen wie die Einführung der Kegellade und ab 1890 die Pneumatik Einzug. Neu ist auch, dass im Zuge industrialisierter Fertigungsmethoden die Quantität der gelieferten Werke eines Unternehmens stark zunahm. Der damit verbundenen neuen Klangästhetik der Romantik fielen die meisten alten Orgelwerke zum Opfer.
Als der bedeutendste Orgelbauer des 19. Jahrhunderts im Rhein-Main-Gebiet gilt Bernhard Dreymann aus Mainz, dessen Werke bis nach Belgien geliefert wurden. Von ihm sind noch beispielsweise die Werke Schlierbach (1833), Ober-Erlenbach (1840) und Ober-Eschbach (1849) weitgehend erhalten. Eigentümlich ist seine mechanische Registriervorrichtung mit zwei Fußhebeln und einer stufenweisen Forteschaltung in Hainchen (1834). Sein Instrument in Trebur (1844) wurde kaum verändert. In Kirdorf befindet sich die größte und zugleich einzige erhaltene hessische Orgel seines Sohnes Hermann Dreymann aus dem Jahr 1862.
In Konkurrenz zu Dreymann stand Johann Georg Förster, der 1842 in Lich eine Werkstatt gründete. Das oberhessische Familienunternehmen Förster & Nicolaus Orgelbau schuf bisher über 725 Neubauten (Stand: 2014) und hat sich auch durch Restaurierungen historischer Instrumente über Oberhessen hinaus einen Namen erworben. Försters Orgel in Steinbach (1849) hinter neuromanischem Prospekt verfügt über ein seltenes Physharmonika-Register, das auch in der neugotisch gestalteten Orgel in Großen-Buseck (Förster & Nicolaus, 1870) anzutreffen ist. In Homburg führten Philipp Heinrich Bürgy und Johann Georg Bürgy unter dem Namen Gebrüder Bürgy die Werkstatt nach dem Tod des Vaters fort und leiteten zu einem frühromantischen Klangkonzept über.
Das 1792 gegründete Unternehmen der Orgelbauerfamilie Ratzmann (Gelnhausen) errichtete in 130 Jahren etwa 170 Orgeln in Hessen und Thüringen, von denen nur wenige erhalten sind, wie das neuromanisch gestaltete Werk in Dorheim (1855) und weitere in Aufenau (1880), Neuhof (1885), Roßdorf (1895), Schönstadt (1898) und in Altenmittlau (1904). Nach Kurhessen-Waldeck lieferten angrenzende pfälzische Orgelbauunternehmen, wie die Unternehmen Stumm und Oberlinger. Die Stumm-Orgel im Rheingauer Dom in Geisenheim (1839–1842) hinter neugotischer Prospektform ist mit 33 Registern, von denen zwei Drittel original sind, das größte zweimanualige Werk dieser Orgelbauerfamilie. Alois Späth gründete in Mengen ein international tätiges Familienunternehmen, das vor allem in Osthessen Orgeln errichtete.
Johann Hartmann Bernhard aus Romrod war vor allem in Hessen-Darmstadt tätig und begründete eine Orgelbauerdynastie, die im 19. Jahrhundert über 120 Orgeln baute und bis heute die Orgelregion nachhaltig geprägt hat. Angesichts starken Konkurrenzdrucks setzte Bernhard auch in schweren Kriegszeiten auf eine solide und traditionelle handwerkliche Bauweise, was ihm einen guten Ruf verschaffte. Von ihm stammen etwa 40 Dorforgeln, die selbst bei bescheidener Disposition über ein selbstständiges Pedal verfügen. Seine frühen Werke sind noch dem Zopfstil verpflichtet, die weiteren weisen ein klassizistisches Aussehen auf. Kennzeichnend wurde der flache Verbundprospekt in seiner geometrischen querrechteckigen Gestaltung ohne hervortretende Pfeifentürme. Klanglich greifen seine Orgeln noch stark auf das 18. Jahrhundert zurück. Sein Sohn Friedrich Wilhelm Bernhard führte die Romroder Werkstatt fort, die 1861 von dessen Bruder Adam Karl Bernhard nach Gambach verlegt wurde und unter Johann Hartmanns Enkeln als Gebrüder Bernhard firmierte.
Zu den bedeutendsten nordhessischen Orgelbauern neben Vogt in Korbach und Peter Dickel in Treisbach gehörte die Orgelbauerfamilie Wilhelm, die im Zeitraum von etwa 120 Jahren bis in die 1880er Jahre vor allem im Raum Kassel zahlreiche Neubauten, Umbauten und  Reparaturen ausführte. Der Begründer der Dynastie war Georg Peter Wilhelm, dessen Werke in Schloss Escheberg (1793) und in der Stiftskirche Kaufungen (1802) authentische Klangdenkmale darstellen. Sein Halbbruder Georg Wilhelm Wilhelmy übersiedelte 1781 nach Stade und führte dort die Tradition Arp Schnitgers fort. Im Herzogtum Nassau wirkte in der Mitte des 19. Jahrhunderts Christian Friedrich Voigt. Er stammte aus Sachsen, begründete in Wiesbaden-Igstadt ein Familienunternehmen und baute über 50 in der Regel kleine Orgeln. Neben ihm betrieb Daniel Raßmann in Möttau eine Werkstatt. Raßmanns seitenspieliges Werk in Steinfischbach (1843) mit Unterwerk in der Emporenbrüstung ist kaum verändert worden, selbst die terzhaltige Mixtur und die Zungenstimmen sind original; dagegen wurden bei seiner größten Orgel, der ebenfalls seitenspieligen Brüstungsorgel in Eschbach (1845), Windanlage, Klaviaturen und Zungenstimmen im Laufe der Zeit verändert, in den Jahren 1995/96 jedoch nach dem Vorbild des Schwesterinstruments in Steinfischbach weitgehend rekonstruiert; das ungewöhnliche Register Spindelflöte 4′ gilt als „Leitfossil“ Raßmanns. Sein Sohn Gustav Raßmann verwendete in Burg Hohenstein (1885), Adolfseck (1897) und Steckenroth (1899) die mechanische Kegellade. In Osthessen versah August Röth (1812–1872) zahlreiche Reparaturen und Orgelpflegen und schuf auch einige Neubauten. Wegen seiner Trunksucht unterstand das Unternehmen 1865/66 einer Kuratel und firmierte seit 1868 unter dem Namen Gebrüder Röth und Sohn. Im Limburger Raum lieferte in der zweiten Hälfte des 19. Jahrhunderts die Orgelbauwerkstatt der Gebrüder A. und M. Keller zahlreiche Orgeln (u. a. in den Limburger Dom). Nach dem Tod des Inhabers Michael Keller im Jahr 1894 übernahm der Bonner Orgelbauer Johannes Klais dessen Restbestand und schloss noch einige von Keller begonnene Orgelprojekte (vgl. Wehrheim, Rauenthal u. a.) ab. Nachfolger der Gebrüder Keller wurde der Orgelbauer Carl Horn (Karl Horn), der in den Jahren 1895/96 seine Werkstatt in Limburg eröffnete. Er baute bis etwa 1930 mehr als 60 Instrumente mit spätromantischer Disposition und meist pneumatischer Kegellade, von denen nur noch sehr wenige im Original erhalten sind. In die Nachfolge trat die Orgelbauwerkstatt Eduard Wagenbach.
Aus dem Beginn des 20. Jahrhunderts erlangten einige Instrumente des renommierten Ludwigsburger Orgelbauunternehmens E. F. Walcker & Cie. große Bekanntheit, wie die spätromantische Orgel der Lutherkirche in Wiesbaden (1911) mit einem Freipfeifenprospekt und einem umfangreichen Schwellwerk von 17 Stimmen, die Ideen der elsässisch-neudeutschen Orgelreform von Émile Rupp und Albert Schweitzer umsetzte. Eine ältere Walcker-Orgel aus dem Jahr 1866 befindet sich Fränkisch-Crumbach, die ebenso vollständig original erhalten ist wie das Werk in der Unionskirche in Idstein (1912).

### 20. und 21. Jahrhundert

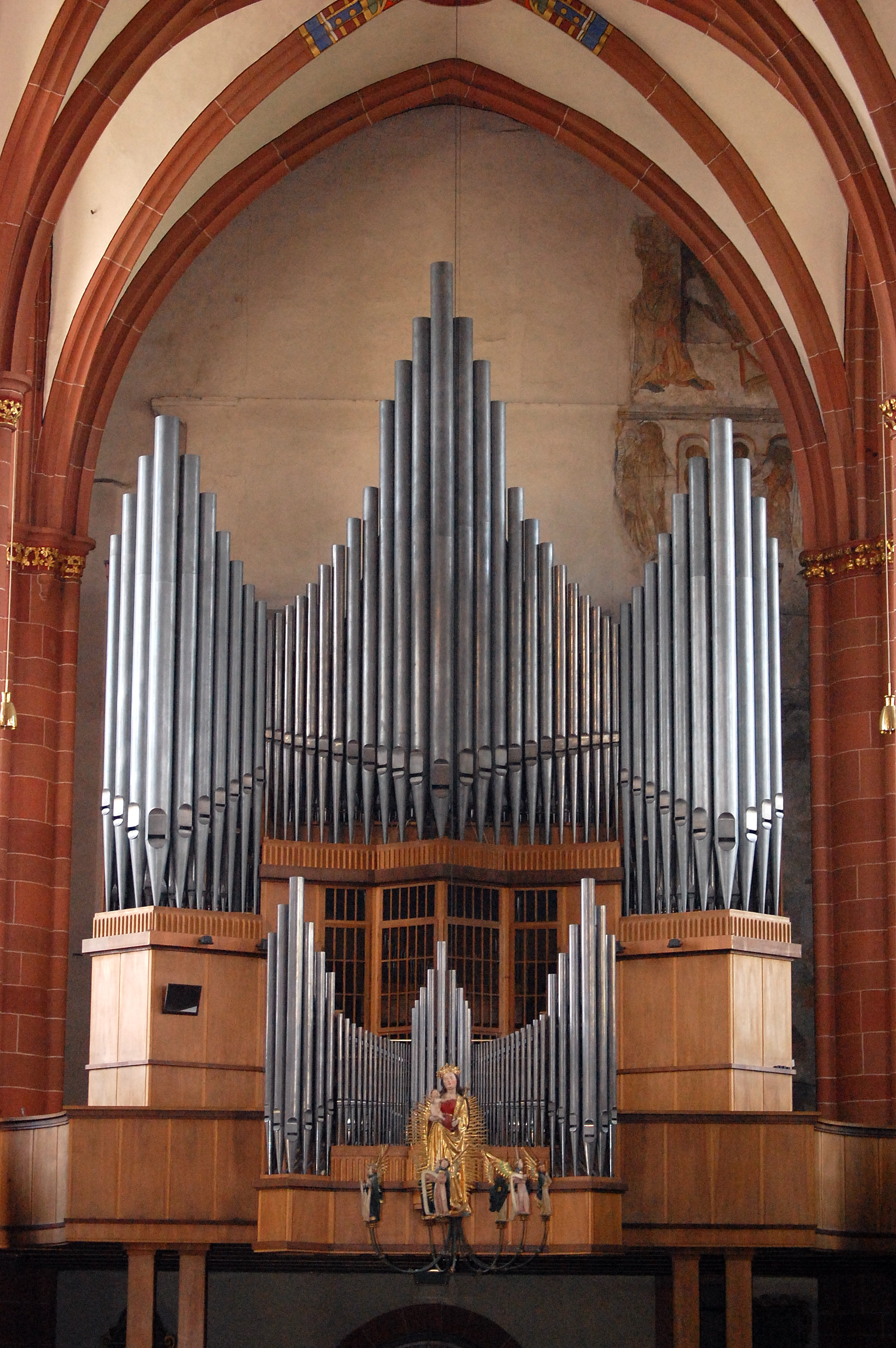
Beckerath-Orgel im Wetzlarer Dom (1955) ohne Gehäuse („Freipfeifenprospekt“)

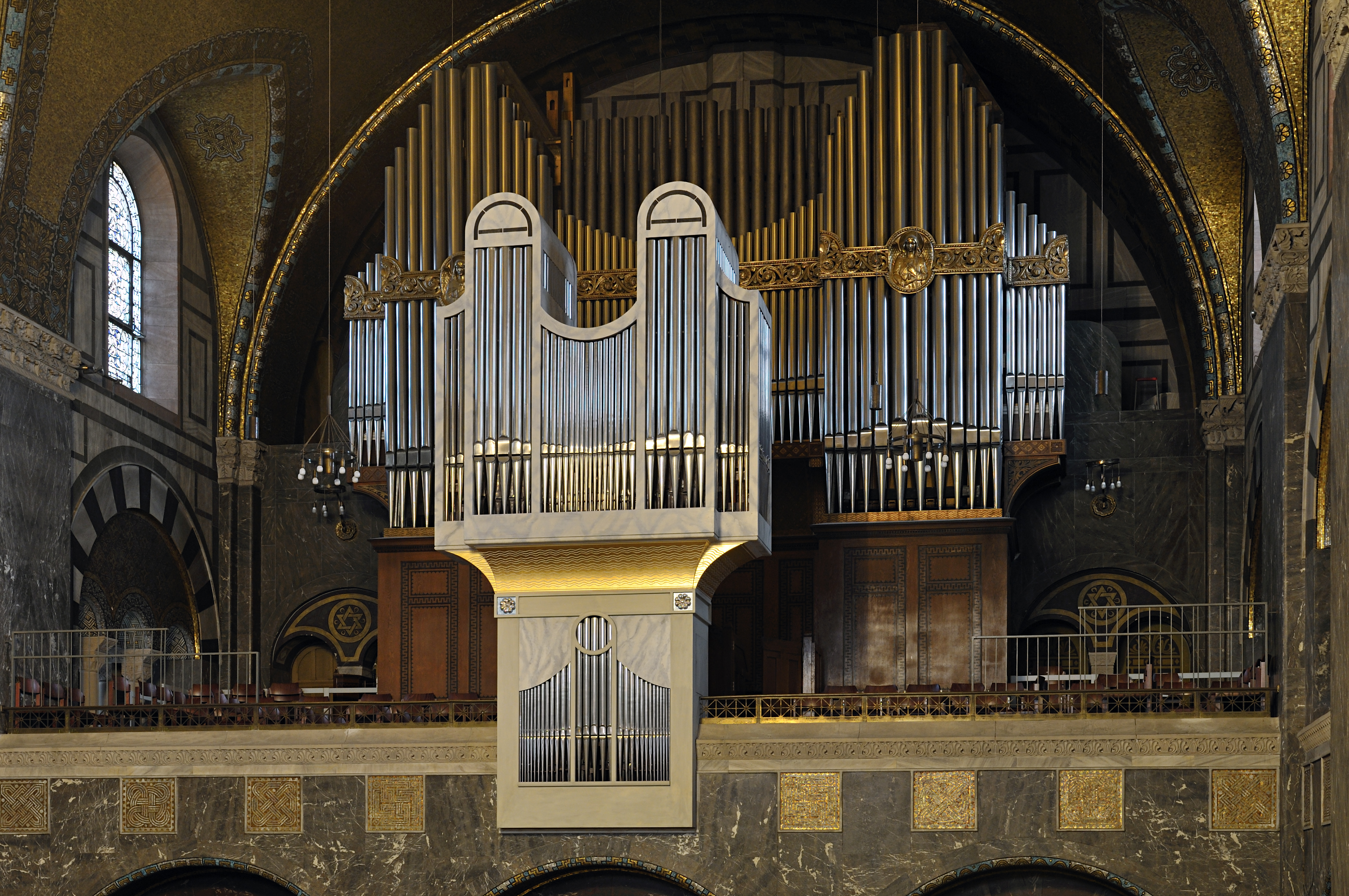
„Bach-Orgel“ in Bad Homburg von Woehl (1990) in der Brüstung vor der romantischen „Sauer-Orgel“

Ab 1925 entstand die sogenannte Orgelbewegung, die in den 1950er Jahren ihren Höhepunkt erreichte. Sie war um den Erhalt der alten Orgeln bemüht und führte einen radikalen Wechsel in der Ästhetik und eine Rückbesinnung auf die klassische Bauweise der Barockorgel herbei. Infolgedessen wurden aber viele romantische Werke erneuert oder neobarock umdisponiert, sodass nicht selten historische Substanz verloren ging. Weitere unwiederbringliche Verluste brachte der Zweite Weltkrieg mit sich, von denen insbesondere Städte wie Frankfurt, Kassel, Darmstadt, Gießen und Wetzlar betroffen waren. In den Nachkriegsjahren wurden zerstörte oder abgängige Orgeln nicht rekonstruiert, sondern durch Orgelneubauten vorzugsweise von außerhessischen Orgelbauern ersetzt. Die bereits im 19. Jahrhundert einsetzende Verdrängung von besonderen regionalen Ausprägungen schritt im 20. Jahrhundert derart voran, dass der hessische Orgelbau in der allgemeinen Entwicklung des deutschen Orgelbaus aufging. So baute Klais aus Bonn 1957 die Orgel des Frankfurter Kaiserdomes im neobarocken Stil. Sie ist mit 115 Registern bis heute die größte Orgel in Hessen. Weitere Neubauten mit drei oder vier Manualen schuf Klais in Oberursel/Liebfrauenkirche (1970), im Limburger Dom (1978), in der Frankfurter Paulskirche (1988), Fulda/St. Blasius (2005) und der Marburger Elisabethkirche (2006). Erst als ein Großteil der historischen Orgeln ersetzt war, bahnte sich ab den 1960er Jahren vereinzelt und ab den 1970er Jahren verstärkt ein Umdenken an. Kirchliche und freie Orgelsachverständige, flankiert vom Denkmalschutz, begannen sich für den Erhalt der verbliebenen alten Instrumente und für sachgemäße Restaurierungen einzusetzen. So forderte eine Konferenz am 31. März 1973 in Altenberg geschlossen den Erhalt der nahezu unversehrten Schöler-Orgel, was dazu führte, dass der bereits 1972 vergebene Auftrag zur Renovierung nicht zur Ausführung kam.
Einige zeitgenössische Unternehmen greifen auf lange Orgelbautraditionen zurück, wie beispielsweise Elmar Krawinkel, der die Tradition von Johann Stephan Heeren, seinem Schwiegersohn Johann Friedrich Euler (1759–1795) und dessen Nachfahren fortführt, oder Dieter Noeske (* 1936), Rotenburg an der Fulda, der den Betrieb von August Möller übernahm. Das Familienunternehmen Raßmann wird seit 1906 von der Orgelbauerfamilie Hardt in der vierten Generation geleitet. Den Betrieb von Ratzmann führt heute Andreas Schmidt fort, ein Enkel von Richard Schmidt, der 1921 die Werkstatt von Ratzmann übernahm. Wilhelm Hey (1840–1921), von dem etwa ein Dutzend Orgelwerke erhalten sind, begründete 1874 in Ostheim vor der Rhön einen Familienbetrieb, der mittlerweile in sechster Generation tätig ist und damit zu den ältesten noch bestehenden Orgelbauwerkstätten Deutschlands zählt.
Ganz andere Wege beschritten auswärtige Orgelbauer wie Rudolf von Beckerath Orgelbau im Wetzlarer Dom (1953) und Ahrend & Brunzema in der Cantate-Domino-Kirche in Frankfurt (1970) mit modellhaften Werken, die in der Tradition der norddeutschen Barockorgel stehen. Ein weiterer Neubau von Jürgen Ahrend entstand 1975 in der Evangelischen Stadtkirche Höchst. Im Jahr 1989 baute er für die Wetzlarer Franziskanerkirche hinter dem alten Prospekt von Philipp Heinrich Bürgy (1803) ein Werk im Stil von Bürgy, ohne diesen zu kopieren. Ansonsten blieb der konsequent historisch orientierte Orgelbau in Hessen die Ausnahme.
Der Marburger Orgelbauer Gerald Woehl strebt eine Synthese des historischen Orgelbaus mit innovativen Neukonzeptionen an, so bei seinem viermanualigen Werk in der Marburger Kugelkirche (1976) oder in der Bad Homburger Erlöserkirche (1990), die erstmals im modernen Orgelbau einen Dispositionsvorschlag von Johann Sebastian Bach umsetzt. Das Werk wurde in der Emporenbrüstung vor der denkmalgeschützten Sauer-Orgel platziert und bildet mit dieser optisch eine kunstvolle Einheit. Der moderne Orgelbau wird durch Werner Bosch Orgelbau (Kassel) repräsentiert, dessen hessischer Standort wie bei Woehl und anderen ohne Relevanz für den Charakter der gelieferten Instrumente ist. Insbesondere die Bosch-Orgel von 1964 für die Martinskirche Kassel, die 2014/15 nach St. Elisabeth in Kassel umgesetzt wurde, steht mit ihrer von Helmut Bornefeld geplanten Disposition programmatisch für Modernität im zeitgenössischen Verständnis. Die Werkliste von Bosch umfasst über 900 Orgelneubauten (Stand: 2011), die bis nach Japan, Korea und die USA exportiert wurden. Ergänzt wird die hessische Orgellandschaft durch Neubauten ausländischer Betriebe, wie Rieger Orgelbau aus Schwarzach (Vorarlberg), der stark exportorientiert ist. Rieger schuf in der Frankfurter Katharinenkirche ein großes Werk mit 54 Stimmen, das barocke mit französisch-symphonischen Klängen vereint. Hinter dem historischen Prospekt der Orgel im Fuldaer Dom richtete Rieger 1996 ein neues Werk mit 72 Registern und vier Manualen ein. 1999 wurde die Rieger-Orgel in der Frankfurter Lukaskirche fertiggestellt. Mit dem Neubau für die Martinskirche Kassel 2017 (Hauptorgel, IV/P/77) und 2021 (Experimentalmodul) entstand an einem traditionell der musikalischen Moderne verpflichteten Ort ein darauf ausgerichtetes ungewöhnliches Instrument.

## Bedeutung
Anders als mit Gottfried Silbermann in Sachsen oder Arp Schnitger im norddeutschen Raum trat in Hessen kein einzelner überragender Orgelbauer hervor, der das gesamte Gebiet über Jahrhunderte kulturell bestimmt hätte. Leonhard Mertz im 15. Jahrhundert, Georg Wagner im 17. Jahrhundert und Johann Andreas Heinemann im 18. Jahrhundert gelten jedoch als führende Orgelbauer ihrer Zeit, die auch überregional tätig waren und deren Orgeln heute zu den bedeutendsten Werken der Orgellandschaft Hessen zählen. Die typisch hessische Orgel schlechthin gibt es nicht. Zu vielfältig sind die regionalen Besonderheiten und die unterschiedlichen Einflüsse aus den benachbarten Orgelregionen. Seit jeher war der Mittelrhein aufgrund seiner verkehrstechnisch günstigen Lage ein Durchzugsgebiet verschiedener Orgelbauer. Die hessische Orgellandschaft vereint zahlreiche Einflüsse, deren Mischung für diese Orgelregion kennzeichnend ist.
Im Gegensatz zum norddeutschen Orgelbau findet sich in hessischen Orgeln nur selten ein Rückpositiv oder Brustwerk. Unter mittelrheinischem Einfluss kommen ab dem 18. Jahrhundert stattdessen Unter- oder Echowerke zum Einsatz (Stumm, Schöler). Charakteristisch für den Raum Frankfurt und Fulda sind ab dem 18. Jahrhundert die S-förmig geschwungenen Harfenfelder (Köhler, Wegmann, Oestreich). Im südlichen Hessen nimmt die Anzahl der Harfenfelder zu, im Norden bleiben sie auf die Pedalflügel beschränkt. Kennzeichnend für die südliche Prägung ist die Unterbringung des Pedalwerks in flachen und breiten Pedalflügeln statt in Pedaltürmen, wie in Norddeutschland üblich. Nordhessische Orgeln weisen vereinzelt eine westfälische Prospektgestaltung auf, die an der Vielzahl kleiner Pfeifenfelder erkennbar ist, die um den großen Mittelturm seitlich immer weiter abgestuft sind. Ziselierungen und mit Masken bemalte Labien finden sich bei Georg Wagner und einigen Orgeln in Nordhessen, was auf brabantischen Einfluss hinweist. Bei kleinen Instrumenten aus der Renaissance bis ins 19. Jahrhundert hinein überwiegt der mitteldeutsche Typ mit drei runden und eckigen Pfeifentürmen und zwei dazwischen liegenden Flachfeldern.
Da die meisten Orgeln im Laufe der Jahrhunderte ersetzt oder durch Katastrophen und Kriege zerstört wurden, ist nur wenig historische Substanz erhalten. Unter den historischen Orgeln gibt es einige dreimanualige Werke mit einigen alten Registern. Die bedeutenden historischen Orgeln sind ansonsten zwei- und überwiegend kleine einmanualige Werke. Kaum ein Instrument hat die Jahrhunderte ohne eingreifende Veränderungen überstanden. Insofern kommt den nahezu vollständig bewahrten Werken in Worfelden (1623), Kloster Altenberg (1757) und Nieder-Moos (1791) eine besondere Bedeutung zu. Dennoch vermitteln die Archivalien und die erhaltenen Orgelreste aus den letzten vier Jahrhunderten einen Einblick in die vielfältige Orgelkultur Hessens, die von Anfang an mit den angrenzenden Regionen einen interkulturellen Austausch pflegte. Dies schlägt sich sowohl in der äußeren Gestaltung der Prospekte als auch in der baulichen und klanglichen Konzeption der Instrumente nieder, die rheinländische, pfälzische, thüringische oder westfälische Einflüsse erkennen lässt.
Die Erschließung der hessischen Orgelkultur für die Öffentlichkeit geschieht wie auch andernorts durch Konzerte, Festivals und Orgelfahrten und wird von Publikationen und Tonträgern flankiert. Seit 2001 werden durch ein gemeinsames Programm des Landesamtes für Denkmalpflege Hessen mit der Sparkassen-Kulturstiftung Hessen-Thüringen Orgelrestaurierungen gefördert. Als eine der ersten Orgellandschaften wurde Hessen kunstwissenschaftlich von Ludwig Bickell erforscht. Heute ist die Orgellandschaft in Mittel- und Südhessen organologisch durch die Reihe Quellen und Forschungen zur Orgelgeschichte des Mittelrheins und durch die Monografien über die Provinz Starkenburg und die Grafschaft Ziegenhain sorgfältig erschlossen, in denen der gesamte Orgelbestand vollständig erfasst wird.

## Aufnahmen/Tonträger (Auswahl)
- Martin Balz: Konzert zum Reformationstag auf der ehemaligen Darmstädter Schlossorgel von 1624 in der Ev. Kirche Worfelden. 2010. Studio 12 GmbH (Werke von Anonymus, A. de Cabezon, H. L. Hassler, J. Cabanilles, M. Weckmann, J. Pachelbel, D. Buxtehude, J. S. Bach, G. B. Pergolesi, S. S. Wesley).
- J. S. Bach als Bearbeiter eigener und fremder Werke. Motette CD 11741 (Hayko Siemens in Bad Homburg/Erlöserkirche)
- Roland Götz spielt Samuel Scheidt. studio XVII augsburg 96503 (Rindt-Orgel in Hatzfeld/Eder).
- Historische Orgeln aus vier Jahrhunderten. AV-studio Helmut Buchholz, AV 09-90-2200 (R. Bechtle, H. M. Hoffmann, W. Stockmeier M. Weyer an acht historischen Orgeln im Gebiet der Evangelischen Kirche in Hessen und Nassau)
- Historische Orgeln in Hessen: Ratzmann-Orgeln in Altenmittlau, Aufenau, Roßdorf, Schönstadt. Hessischer Rundfunk. 2006 (Hans-Jürgen Kaiser spielt Werke von F. Mendelssohn, J. Brahms, M. Karg-Elert, M. Reger)
- Historische Orgeln in Hessen: Orgeln des 18. Jahrhunderts in Büttelborn, Brand, Stammheim, Wehrheim. Hessischer Rundfunk. 2009. (Hans-Jürgen Kaiser spielt Werke von J.S. Bach, J. Haydn, C. Kittel, J. Pachelbel, Rinck und Schnitzer)
- Kiedrich – Ton Koopman. Capriccio 10228. 1988 (Werke von J. C. Kerll, C. Paumann, A. Schlick, H. Buchner, H. Kotter, H. L. Hassler, C. Erbach, P. Siefert, H, Scheidemann, J.J. Froberger, D. Buxtehude)
- Klangerlebnisse an der Limburger Domorgel. AV-studio Helmut Buchholz, AV 09-5000-93 (H.M. Hoffmann und W. Stockmeier im Limburger Dom)
- Johann Pachelbel (1653–1706): The Complete Organ Works. Vol. V. Centaur Records Inc., CRC 2353. 1998 (Joseph Payne in Kiedrich)
- Orgelmusik an der Heinemann-Orgel in Wetter. AV Studio Helmut Buchholz, AV-9-00-1000 (Klaus-Jürgen Höfer und Christian Zierenberg mit Werken von J.S. Bach, D. Buxtehude, J.L. Krebs, C.H. Rinck)
- Orgeln in Hessen aus vier Jahrhunderten. Bauer Studios SACD 9088-3 (Reinhardt Menger in Worfelden, Hatzfeld, Nieder-Moos, Biebesheim und Frankfurt am Main/Cantate Domino)
- Orgellandschaft Bad Homburg vor der Höhe. Ars Musici 1132-2 (Hayko in der Erlöserkirche, Schlosskirche, St. Marien, St. Johannes und St. Martin Siemens mit Werken von J. S. Bach, W. A. Mozart, R. Schumann, J. Brahms, M. Reger, F. Liszt)